# Poimenesperus holdhausi
Poimenesperus holdhausi là một loài bọ cánh cứng trong họ Cerambycidae.